# ドローンが登場する映画の一覧
ドローンが登場する映画の一覧（ドローンがとうじょうするえいがのいちらん）は、俗にドローンと呼ばれる無人航空機を題材にした映画の一覧である。
ハリウッド・リポーターは2016年2月、「ここ数年、ドローンを扱った映画には事欠かない。最近、観客は、本当の影響がまだ完全には理解されておらず、ましてや一般には明かされていない現代の戦争の一形態を探求する機会を得た」と書いている。ウォール・ストリート・ジャーナルのキャリン・ジェームズ氏は、ドローン技術について、「映画やテレビ番組は、そうした前例のない戦争の側面に取り組むことが多くなっている」と述べ、2015年に公開された『ドローン・オブ・ウォー』を取り上げている。ジェームズは、「これらの新しい映画や番組は、塹壕や戦場ではなく、コンピュータでいっぱいのシチュエーションルームでアクションを続けなければならない。そして彼らは、昔ながらの第二次世界大戦の映画が必要としなかった道徳的、戦略的な問題に取り組んでいる」。

ヘンリー・バーンズは、2016年4月にガーディアンで、「現実には、ドローン戦争は抗議運動や法的措置、暴動を引き起こしている。これまで、ドローンを題材にした映画は、この議論にきちんと参加してこなかった。操縦している人がいることを忘れ、遠隔地のロボットによる死という異質なものを強調するか、『エンド・オブ・キングダム』のように、ドローンを単なる武器のひとつとして、より大きく、より激しいアクションを作るためのクールなツールとして使っているのです」と述べている。バーンズは、『アイ・イン・ザ・スカイ 世界一安全な戦場』（2015年）を、ドローン戦争の「グレーゾーンで活躍する最初のドローン映画の一つ」の例として取り上げた。Jason Bourque氏は、ニューヨーク・タイムズで『Good Kill』と『Eye in the Sky』について、「これらの映画は、危険から遠く離れた場所で客観的な正確さで任務を遂行する軍人の道徳的な葛藤を検証した」と書いている。

## 映画作品一覧
| 公開年 | 邦題 原題                                                                       | 製作国                               | 解説 |
| ------ | ------------------------------------------------------------------------------- | ------------------------------------ | --- |
| 1984   | 未来警察 Runaway                                                                | アメリカ合衆国                       | マイケル・クライトン原作の近未来SF映画で、警察が遠隔操作の浮遊カメラを使って人質を確認するシーンなどがある。 |
| 1989   | バック・トゥ・ザ・フューチャー PART2 Back to the Future Part II                 | アメリカ合衆国                       | 未来の世界で、報道機関のドローンが犯罪者の逮捕の瞬間をビデオ撮影している様子が描かれている。 |
| 1990   | Mohajer                                                                         | イラン                               | 小型飛行機を操縦してイラクの前線を偵察する男が、帰還不能の危機にさらされる。 |
| 1991   | 機動戦士ガンダムF91 MOBILE SUIT GUNDAM Formula 91                               | 日本                                 | スペースコロニー内に放たれ、体温や呼吸による二酸化炭素を検知して発見した人間を自動的に追尾、無差別に殺戮するバグと呼ばれる円盤型の無人機が登場。 |
| 1998   | スタートレック 叛乱 Star Trek: Insurrection                                     | アメリカ合衆国                       | ソーナ人が操作する遠隔操作の無人機が、惑星の表面にいる人物を見つけてターゲットにし、上空の宇宙船に運ぶシーンが描かれている。 |
| 1998   | アベンジャーズ The Avengers                                                     | アメリカ合衆国                       | 主人公たちを追跡し、攻撃する昆虫型のドローンが登場する。 |
| 2005   | ステルス Stealth                                                                | アメリカ合衆国                       | 米軍が開発した無人航空戦闘機が内蔵された人工知能に乗っ取られ、3人の海軍パイロットが協力して、その行動を阻止するSFアクション映画。 |
| 2005   | シリアナ Syriana                                                                | アメリカ合衆国                       | この地政学的スリラー映画では、ある国の外務大臣を暗殺するために、CIAがプレデター・ドローンを使用する。 |
| 2006   | ミッション:インポッシブル3 Mission: Impossible III                              | アメリカ合衆国                       | チェサピーク・ベイ・ブリッジを渡る車列がドローンを伴った武装集団に襲撃されるシーンが描かれている。 |
| 2008   | バビロンA.D. Babylon A.D.                                                       | アメリカ合衆国 フランス イギリス     | 主人公たちがアラスカとカナダの国境をパトロールしている航空ドローンに襲われる。 |
| 2008   | ワールド・オブ・ライズ Body of Lies                                             | アメリカ合衆国                       | このスパイ映画では、ドローンによる監視が多用されている。 |
| 2008   | イーグル・アイ Eagle Eye                                                        | アメリカ合衆国                       | このSFスリラー映画では、主人公を殺害するために飛ばされたRQ-1 プレデターがワシントンD.C.のトンネル内で主人公たちを襲ってくる。 |
| 2008   | マインド・シューター Sleep Dealer                                               | アメリカ合衆国 メキシコ              | このSF映画では、水の供給が企業によって私的に管理され、ドローンを使った戦争が行われている近未来のディストピアが舞台となっている。ドローンを登場させたのは、1997年に発表されたSF小説『Forever Peace』にヒントを得ている。                                                     |
| 2010   | Four Lions                                                                      | イギリス                             | 本作は、自爆テロの訓練所にいるテロリストがロケットランチャーでドローンを撃墜しようとするも、逆に仲間のテロリストを殺してしまうシーンが描かれるブラックコメディ。 |
| 2010   | アイアンマン2 Iron Man 2                                                        | アメリカ合衆国                       | 映画の中で、悪役のジャスティン・ハマーは、アイアンマンスーツの技術をもとに、兵器を満載した軍事用人型ドローンを製造していた。 |
| 2010   | スカイライン -征服- Skyline                                                     | アメリカ合衆国                       | このSF映画では、プレデター・ドローンがステルス爆撃機とともに投入され、敵の宇宙人と空中戦を繰り広げる。 |
| 2012   | ボーン・レガシー The Bourne Legacy                                              | アメリカ合衆国                       | 森に住むCIA極秘プログラムのエージェント、アーロン・クロスが、アメリカのドローン攻撃の標的となる。 |
| 2012   | The Other Side                                                                  | パキスタン                           | 米国政府によるパキスタンでのドローン攻撃を経験した子供が、テロリストグループに参加する姿を描いた短編映画。 |
| 2012   | Black & White/ブラック & ホワイト This Means War                                | アメリカ合衆国                       | このロマンティック・コメディ映画では、2人のCIAエージェントが一人の女性を巡って争うなかで、相手方が自分を監視するために配備した監視用ドローンを撃墜するエージェントが描かれている。                                                                                          |
| 2013   | キャプテン・フィリップス Captain Phillips                                       | アメリカ合衆国                       | この実話を基にしたスリラー映画では、ボーイング社のスキャンイーグルがアメリカ海軍によってハイジャック船の状況を監視するために使用される。 |
| 2013   | Dirty Wars                                                                      | アメリカ合衆国                       | このドキュメンタリー映画では、米国政府が行っている無人機による標的殺害などを調査している。 |
| 2013   | ドローン 無人爆撃機 Drones                                                      | アメリカ合衆国                       | 2人の米空軍兵士が、民間人の命を犠牲にして、テロリストとみなされる人物へのドローン攻撃を実行することに苦悩する。 |
| 2013   | エリジウム Elysium                                                              | アメリカ合衆国                       | このSF映画では、スリーパーエージェントがドローンを展開し、主人公を追跡・攻撃する。 |
| 2013   | ハミングバード Hummingbird                                                      | イギリス                             | 元特殊部隊員の男が、アフガニスタンでの活動やロンドンでの路上生活において、ドローン（ハチドリ）に監視されているという妄想を抱き、贖罪のために奔走する。 |
| 2013   | オブリビオン Oblivion                                                           | アメリカ合衆国                       | このSF映画では、2077年の荒廃した地球を武装ドローンが監視している。 |
| 2013   | エンド・オブ・ホワイトハウス Olympus Has Fallen                                 | アメリカ合衆国                       | このアクション・スリラー映画の中で、北朝鮮のテロリストは、アメリカ軍側の攻略チームを警戒するために小型のドローンを打ち上げる。 |
| 2013   | Unmanned: America's Drone Wars                                                  | アメリカ合衆国                       | パキスタンなどで行われている米国のドローン攻撃の影響を調査したドキュメンタリー映画。 |
| 2014   | Drone                                                                           | ノルウェー                           | このドキュメンタリー映画では、戦争におけるドローンの使用について探求している。 |
| 2014   | キャプテン・アメリカ/ウィンター・ソルジャー Captain America: The Winter Soldier | アメリカ合衆国                       | この映画では、「インサイト計画」と呼ばれる政府の極秘計画に基づき、自律的な殺戮能力を持つ3台のヘリキャリアが建造される。 |
| 2014   | フレンチアルプスで起きたこと Force Majeure                                      | スウェーデン · フランス · ノルウェー | このスウェーデン映画では、スキー旅行に出かけた家族4人がおもちゃのドローンを持っていく。ドラマチックなシーンの中で、ドローンの登場がコミカルな感覚を呼び起こし、社会的な重圧を打ち破っている。                                                                               |
| 2014   | From the Sky                                                                    | アメリカ合衆国                       | この短編映画では、アラブ人の父と息子が、ドローン攻撃の対象となっている地域を旅する。 |
| 2014   | ギヴァー 記憶を注ぐ者 The Giver                                                 | アメリカ合衆国                       | このディストピア映画では、ドローンが市民を監視し、ルール違反を知らせる。 |
| 2014   | ドローン・オブ・ウォー Good Kill                                                | アメリカ合衆国                       | アメリカ空軍のパイロットが、アフガニスタン戦争におけるCIAのドローン計画に参加し、はるか遠くから標的を攻撃することで生じる倫理観の喪失に悩む。 |
| 2014   | インターステラー Interstellar                                                   | イギリス アメリカ合衆国              | 映画の冒頭で、主人公は、空軍崩壊後も飛び続けていた元インド空軍所属のドローンを追跡し、着陸してきたことでドローンを手に入れる。 |
| 2014   | ザ・インタビュー The Interview                                                  | アメリカ合衆国                       | このコメディ映画では、主人公たちが金正恩を殺すために、ドローンが毒の入った替え玉を金正恩の要塞に届ける。 |
| 2014   | ロボコップ RoboCop                                                              | アメリカ合衆国                       | 映画の冒頭で、中東の国を制圧するための米国の軍事作戦の一環として、ドローンが使用される様子が描かれている。 |
| 2014   | トランスフォーマー/ロストエイジ Transformers: Age of Extinction                 | アメリカ合衆国                       | ロボット玩具をベースにしたSFアクション映画で、ミニチュア・ドローンが悪役の一員として登場する。 |
| 2014   | X-MEN:フューチャー&パスト X-Men: Days of Future Past                            | アメリカ合衆国                       | この映画では、未来のタイムラインで、ミュータントを追い詰めて殺す対ミュータント用ロボット「センティネル」が登場する。 |
| 2015   | エージェント・ウルトラ American Ultra                                           | アメリカ合衆国                       | このアクションコメディ映画では、アメリカのショッピングモールをドローンで攻撃するCIAを誇張して描いている。 |
| 2015   | チャッピー Chappie                                                              | アメリカ合衆国                       | このSF映画では、悪役がドローンを投入して主人公を追い詰め、攻撃する様子が描かれる。 |
| 2015   | アイ・イン・ザ・スカイ 世界一安全な戦場 Eye in the Sky                          | イギリス                             | 米英政府が運用するヘルファイアミサイルを発射するドローンや、テロリストのアジトに潜入する昆虫・鳥サイズのドローンが登場する。 |
| 2015   | Full Contact                                                                    | オランダ クロアチア                  | フランス人のドローンパイロットが、アメリカのネバダ州から中東でドローンを飛ばしている。建物の中にいたテロリストを殺すために無人機による攻撃を実行するが、その後、その建物が少年のための学校であったことを知る。                                                              |
| 2015   | ワイルド・スピード SKY MISSION Furious 7                                        | アメリカ合衆国                       | 映画のクライマックスで、主人公たちは兵器化されたドローンを回避するために、ロサンゼルスの街を車で走り抜ける。 |
| 2015   | ロンドン・フィールズ London Fields                                              | イギリス アメリカ合衆国              | このドラマ映画は、非線形の語り口を用いたストーリーで、軍用ドローンがシーンの一部として挿入されている。 |
| 2015   | ポルターガイスト Poltergeist                                                    | アメリカ合衆国                       | このホラー映画では、おもちゃのドローンがクライマックスで重要な役割を果たす。 |
| 2015   | Rotor DR1                                                                       | アメリカ合衆国                       | このSF映画では、終末後の世界に住む青年が、自律飛行するドローンとともに旅しながら、父親の行方を探そうとする。 |
| 2015   | The Spymasters                                                                  | アメリカ合衆国                       | このドキュメンタリー映画では、米中央情報局（CIA）の長官たちが、無人機による攻撃を含むテロリズムへの取り組みについてインタビューに答えている。 |
| 2016   | ブレア・ウィッチ Blair Witch                                                    | アメリカ合衆国                       | このホラー映画では、主人公たちがドローン搭載のカメラを持って森の中に入っていく。 |
| 2016   | The Chamber                                                                     | イギリス アメリカ合衆国              | このサバイバル映画では、4人の潜水艦乗組員が、黄海に墜落したRQ-170監視用無人機を北朝鮮が回収する前に発見し、破壊しようとする。 |
| 2016   | ダイバージェントFINAL The Divergent Series: Allegiant                           | アメリカ合衆国                       | このディストピア映画では、指での指示に従うミニチュアのドローンが登場する。 |
| 2016   | インフェルノ Inferno                                                            | アメリカ合衆国                       | このスリラー映画では、フィレンツェのボーボリ庭園で、ドローンに追われる宗教象徴学の教授とその相棒が、ドローンから逃れるシーンが描かれる。 |
| 2016   | エンド・オブ・キングダム London Has Fallen                                      | アメリカ合衆国                       | このアクション映画では、テロリストを標的としたドローン攻撃で、その家族が殺されたことで、テロリストが復讐を決意するところから始まる。 |
| 2016   | キル・コマンド Kill Command                                                     | イギリス                             | このSF映画は、人工知能に操られたドローンが、軍事訓練用の島で特殊任務部隊を襲うという内容。 |
| 2016   | National Bird                                                                   | アメリカ合衆国 ドイツ                | このドキュメンタリー映画では、3人の内部告発者が、軍による無人機攻撃の結果について警告している。 |
| 2016   | パージ:大統領令 The Purge: Election Year                                        | アメリカ合衆国                       | このホラースリラー映画では、ドローンによる戦争行為が取り上げられている。 |
| 2017   | ブレードランナー 2049 Blade Runner 2049                                         | アメリカ合衆国                       | このSF映画では、LAPDのブレードランナーKが、音声コマンドで操作できる着脱式のドローンを搭載した空飛ぶ車を所持している。このドローンは、地下を含めたエリアを調査することができる。                                                                                             |
| 2017   | ドローン・オブ・クライム Drone                                                  | カナダ                               | このスリラー映画では、アメリカ人のドローンパイロットが、復讐を求めるパキスタン人の実業家と対峙する。 |
| 2017   | Sentinel                                                                        | アメリカ合衆国                       | このSF短編映画では、何もない野原で目を覚ました男が、空飛ぶドローンに追われる。 |
| 2017   | Slaughterbots                                                                   | アメリカ合衆国                       | この短編映画は、Stuart J. Russell教授とFuture of Life Instituteの協力によるもので、手のひらサイズのドローンが、顔認識技術と搭載された爆発物によって大量殺戮を行うというディストピアな未来を描いている。この映画は、自律型兵器システムの世界的な禁止を促すために制作された。 |
| 2017   | スパイダーマン:ホームカミング Spider-Man: Homecoming                            | アメリカ合衆国                       | この映画の中で、スパイダーマンはアイアンマンから提供された虫サイズのドローンを活用する。 |
| 2018   | ヴェノム Venom                                                                  | アメリカ合衆国                       | 数台の無人クワッドコプターが主人公を追いかけるシーンがある。 |
| 2018   | 人狼 인랑                                                                       | 韓国                                 | 押井守原作・脚本のアニメ映画『人狼 JIN-ROH』を原作に、舞台を南北統一が達成された近未来の朝鮮半島に変更したSFアクション映画で、公安部が主人公たちを追い詰めるために遠隔操作のドローンを用いて襲撃するシーンがある。                                                          |
| 2019   | エンド・オブ・ステイツ Angel Has Fallen                                         | アメリカ合衆国                       | 映画の冒頭で、大量のドローンが自爆攻撃でアメリカ合衆国大統領を襲撃するシーンが描かれている。 |
| 2019   | チャイルド・プレイ Child's Play                                                 | アメリカ合衆国                       | 本作では、"チャッキー"の操作により、ショッピングモールでドローンが買い物客を襲うシーンが登場する。 |
| 2019   | DRONE ドローン The Drone                                                        | アメリカ合衆国                       | このホラー映画では、消費者向けのドローンに意識がアップロードされた連続殺人犯が登場し、その殺人犯がドローンとして新婚カップルを恐怖に陥れる。 |
| 2019   | グッド・ボーイズ Good Boys                                                      | アメリカ合衆国                       | マックスとその仲間たちは、父親のドローンを使って隣人を監視していたが、ドローンが隣人に捕獲されてしまう。そのドローンを取り戻そうとする少年たちの姿を描いた作品。 |
| 2019   | ロッコーのモダンライフ 〜ハイテクな21世紀〜 Rocko's Modern Life: Static Cling   | アメリカ合衆国                       | このアニメ映画では、キャラクターたちはドローンで動く椅子に乗って移動する。 |
| 2019   | スパイダーマン:ファー・フロム・ホーム Spider-Man: Far From Home                 | アメリカ合衆国                       | この映画では、ミステリオはホログラム画像で覆ったドローンを使って大災害の脅威を作り出し、それを阻止することで自らをスーパーヒーローとして世間にアピールする。 |
| 2019   | スパイ in デンジャー Spies in Disguise                                          | アメリカ合衆国                       | 本作は、H.T.U.V.のエージェントが、数百台のドローンを駆使するテロリストと戦うアニメ映画。 |
| 2019   | バクラウ 地図から消された村 Bacurau                                             | ブラジル フランス                    | ブラジルの架空の村で生じる異変を描く映画で、UFO型のドローンが村人を追いかけるシーンがある。 |
| 2020   | ザ・ハント The Hunt                                                             | アメリカ合衆国                       | 富裕層が娯楽として行う「人間狩り」を題材にしたサバイバル・アクション映画で、ドローンで標的を探索しているシーンがある。 |
| 2021   | ワイルド・スピード/ジェットブレイク F9                                          | アメリカ合衆国                       | 映画のクライマックスで遠隔操作されたドローンが主人公たちを追い詰めるシーンがある。 |
| 2022   | トップガン マーヴェリック Top Gun: Marverick                                    | アメリカ合衆国                       | 1986年に公開された映画『トップガン』の続編となる本作は、トム・クルーズ演じる"マーヴェリック"をはじめとする戦闘機パイロットたちが、人間の飛行戦闘スタイルを脅かすドローン技術に立ち向かっていくアクション映画。                                                              |